# New wave (rap francophone)
Pour les articles homonymes, voir New wave (homonymie).
 (septembre 2024).
Améliorez-le ou discutez des points à vérifier. 
Genres associés
Drill, Jersey club, DMV[précision nécessaire], plugg, digicore
La new wave est un mouvement créatif et artistique, en majorité hip-hop, ayant émergé au début des années 2020 sur SoundCloud. Cette expression fut abusivement reprise par les médias et le public rap pour désigner toute proposition artistique se démarquant du rap des années 2010, et est rapidement devenue un fourre-tout sans réelle définition et caractérisation musicale.

## Définition
Dans le rap francophone, la new wave est une scène avant-gardiste avec de jeunes rappeurs qui construisent une musique propre à leur inspirations personnelles pour bâtir ensemble une dynamique artistique pleine d’expérimentations précieuses pour le milieu, selon Mouv' de Radio France.
Les artistes produisent une musique « plus mélodique, employant davantage de synthétiseurs que la version brute de leur musique d’origine, pour un hip-hop plus aéré, aux thèmes plus intimes, moins durs », selon un article paru dans Le Monde. Pour Libération, « cette vague d’artistes infuse son rap dans des sonorités electro, des rythmiques destructurées ou des textures rugueuses ».
L'objectif est de repousser les frontières du rap francophone. Les artistes de la new wave accordent une importance particulière aux productions, aux instrumentales de leurs morceaux. Les beatmakers font partie intégrante du projet et les artistes sont généralement très productifs. L'introspection est au centre des projets de rap new wave[Qui ?] et souvent, les artistes ne s'expriment que par leur musique.
Dans le mouvement, de nombreuses branches du rap se mélangent : drill, Jersey club, DMV, plugg, et digicore...

## Histoire
En 2018, la publication des premiers morceaux des rappeurs La Fève et Khali a contribué à la création d'un nouveau genre musical. Selon Mouv', ce mouvement est né en réaction à un « un essoufflement du rap « mainstream » » et « comme en réponse à ce manque d'inventivité, les scènes dites « alternatives » connaissent depuis plusieurs mois un élan créatif inspiré, à la croisée d’influences nombreuses et poussant plus loin cette recherche de nouvelles sonorités »,. 
Interviewé dans le journal Les Inrockuptibles en 2021, La Fève déclare : "On cherche à avoir notre propre identité musicale et je pense que c’est ce que cherchent les gens maintenant. Ils en ont un peu marre des sonorités classiques et ils cherchent des identités fortes". Radio France ajoute qu'"à chaque sortie, les auditeurs se mobilisent et permettent à leurs artistes favoris de toucher de plus en plus de monde, comme reconnaissant de voir du rap français réinventé arriver jusqu’à leur oreilles"

## Artistes
| Rappeurs    | Rappeurs        | Rappeurs    | Producteurs   |
| ----------- | --------------- | ----------- | ------------- |
| La Fève     | NeS             | Selug       | Abel31        |
| Rounhaa     | Houdi           | Jeune Mort  | Meel B        |
| So La Lune  | Winnterzuko     | Jeune Lion  | Kosei         |
| Luther      | Malo            | Dali        | Bricksy & 3G  |
| J9ueve      | Yvnnis          | Jeune Morty | Unfamouslouie |
| Khali       | H JeuneCrack    | VEN1        | Freakey !     |
| Mairo       | BabySolo33      | Kima,       | $enar         |
| Zamdane     | Wallace Cleaver | Chanceko    | amne          |
| Bu$hi,.     | Sonbest         | Keeqaid     | Lil Chick     |
| 8ruki       | DMS             | Baby Neelou | TaeminTekken  |
| Jwles       | Kay the Prodigy | Femtogo     | Kamanugue     |
| Irko        | Jolagreen23 ,   | MadeInParis | notinbed      |
| La Mano 1.9 | Zequin          | Asinine     | neophron      |

Ils sont véritablement des dizaines en France, en Suisse, en Belgique et au Québec. Il est toutefois difficile de cerner si un tel ou un tel fait partie de ce mouvement, parfois vu comme réducteur. Les artistes sont souvent issus de SoundCloud, laboratoire créatif sans jugements, où de petites communautés se forment, et ils percent ensuite sur les réseaux sociaux, comme Twitter, parfois en plein confinement lié à la pandémie de Covid-19. Beaucoup sont indépendants ou travaillent au moins chez eux,. La Fève, par exemple, a passé six semaines dans la région d'Atlanta pour s'imprégner de la musique locale et des fondements de la trap, plutôt que de payer une somme considérable pour obtenir un couplet d'un rappeur américain tendance.
Les mixtapes Tambora (2021) et Teahupoo (2022) du média spécialisé rap 1863 regroupent ainsi de nombreux artistes qualifiables de New Wave dans 11 et respectivement 16 morceaux exclusifs. Les futures stars du mouvement sont mises en avant par la scène Raplume aux Ardentes notamment, mais aussi dans d'autres festivals, comme le Transforme Festival à Genève.